# Pralesnička harlekýn
Pralesnička harlekýn (Dendrobates leucomelas) je jedovatá žába z čeledi pralesničkovití (Dendrobatidae) a rodu Dendrobates popsaná Franzem Steindachnerem roku 1864.

## Výskyt
Pralesnička harlekýn je druhem neotropické oblasti, její areál výskytu sahá od povodí řeky Orinoko směrem na východ až k řece Essequibo v Guyaně, směrem jižně až do severní Brazílie a směrem západně do východní Kolumbie. Areál výskytu protíná i některé chráněné oblasti. Žába dává přednost vlhkým oblastem s nadmořskou výškou 50 až 800 m n. m., žije na zemi v podrostu tropických pralesů. Jakmile v oblasti nastane období sucha, přesouvají se pralesničky pod kořeny stromů a kameny. Teplota v areálu jejich výskytu činí 26 až 30 °C.

## Popis
Pralesnička harlekýn je největším druhem z rodu Dendrobates, měří 31 až 38 mm a samice dosahují větší velikosti než samci, tudíž je u tohoto druhu znám pohlavní dimorfismus. Na konci prstů mají tyto žáby lepivé polštářky, které umožňují přilnout k listům při šplhání po stromech. Zbarvení je černé, se širokými žlutými, případně žlutooranžovými pruhy, někdy rozdělenými do skvrn. Břicho má čistě černou barvu. Každá pralesnička harlekýn má jedinečný barevný vzor. Zbarvení představuje aposematismus a druh jím varuje případné predátory před tím, že jeho kůže obsahuje jedovaté látky, které jsou pro většinu predátorů nebezpečné; přesto však některé druhy hadů pralesničku harlekýn loví, aniž by na nich byly znát účinky toxinu. Některé obsahové látky jsou využívány ve farmakologii a původní obyvatelé Jižní Ameriky z kmene Choco si jedem potírali lovecké šipky.

### Záměna
Druh se nejvíce podobá pralesničce batikové, avšak ta nevykazuje typické pruhování těla.

## Ekologie

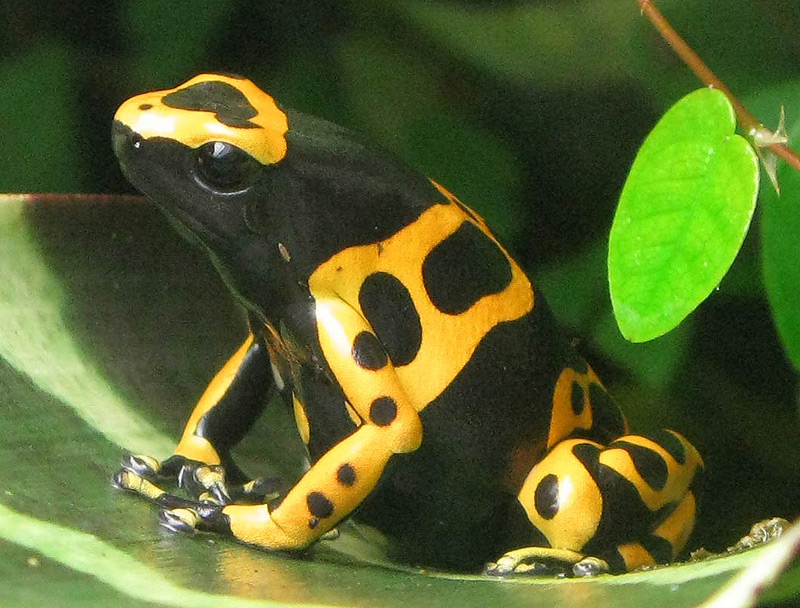
Pralesnička harlekýn

Pralesnička harlekýn je denní druh žáby. Obyčejně se jedná o samotářsky žijící tvory živící se hmyzem, oblíbenou potravou jsou mravencovití, ale živit se mohou také termity či brouky, pavouky a další potravou. Některé konzumované druhy bezobratlých představují zdroj kožních toxinů. Samci pralesniček jsou vysoce teritoriální, zvláště pokud brání chovné území. Souboj probíhá tak, že se žáby přitisknou břichy k sobě a vydávají bzučivé kvákání. Samci mimo to mohou vydávat další řadu různých zvuků, kterými lákají samice.
V době rozmnožování, které nastává v období dešťů, samci po východu a před západem slunce vábí pomocí trylkování možné partnerky. Přilákanou samici samec následně odvede na předem připravené místo, kde může dojít k položení snůšky vajec. Samice vajíčka obvykle klade do listoví, které jim poskytuje potřebnou vlhkost. Ročně jich položí 100 až 1000, přičemž jedna snůška jich obsahuje maximálně dvanáct. Samec se o vajíčka stará a jejich otáčením jim zajišťuje dostatečné množství kyslíku. Po vylíhnutí samec naloží pulce na záda a odnese je do vrcholků stromů, kde je uloží do vodních nádrží z rostlin, především bromélií. Každý pulec má svou vlastní nádržku, což mimo jiné zajišťuje, že jejich predátoři, například motýlice, neuloví všechny jedince. Jestliže se stane, že chce některá žába položit nového pulce k již stávajícímu pulci, larva z rostliny nejprve vydává varovné signály. Pokud je žába nerespektuje a mládě do rostliny uloží, pulec svého konkurenta sežere. Samec vyplňuje všechny rodičovské povinnosti, larvy chrání a zásobuje je potravou až do 70–90. dne, kdy se stanou nezávislými. Mladé žáby vypadají podobně jako dospělci, ale jejich zbarvení není tak zářivé. Pohlavní dospělosti dosahují ve dvou letech a průměrně se dožívají 5 až 7 let ve volné přírodě. V zajetí byl chován jedinec, který se dožil 20,5 roku, avšak takový věk je i v chovných podmínkách velmi neobvyklý.
Pralesnička harlekýn je jediným druhem pralesničky, který období sucha tráví letním spánkem, estivací.

## Ohrožení
Tento druh může žít i v narušeném životním prostředí a jeho populace je pravděpodobně velká a stabilní, Mezinárodní svaz ochrany přírody jej proto považuje za málo dotčený druh. Nebezpečí však mohou způsobovat požáry, kácení pralesů a zemědělství, pralesničky jsou rovněž odchytávány pro obchod. Úmluva o mezinárodním obchodu s ohroženými druhy volně žijících živočichů a rostlin zařadila tento druh na druhou přílohu.